# Tadeusz Strugalski
Tadeusz Marian Strugalski ps. „Kos“ (ur. 2 lutego 1909 w Nowym Sączu, zm. 11 sierpnia 1995 w Londynie) – polski wojskowy.

## Życiorys
W 1932 ukończył Szkołę Podchorążych Kawalerii w Grudziądzu, 15 sierpnia 1932 awansowany na podporucznika. Służył w 3 Pułku Strzelców Konnych jako dowódca plutonu. 1 stycznia 1935 awansowany na stopień porucznika kawalerii. Następnie przeniesiony do 20 Pułku Ułanów, gdzie również dowodził plutonem.
Podczas kampanii wrześniowej był zastępcą dowódcy szwadronu kawalerii dywizyjnej 24 Dywizji Piechoty. Uniknął niewoli i w marcu 1940 został zaprzysiężony do Związku Walki Zbrojnej. W latach 1940−1941 kierował placówką przerzutową ZWZ w Rzeszowie. Mieszkał w Załężu, gdzie zatrudniony był jako zarządca folwarku hrabiny Wandy Tarnowskiej. Był oficerem dywersji kolejowej Kedywu, działał na terenie Obwodu Łańcut Armii Krajowej.
Latem 1944 roku pełnił funkcje dowódcze w Oddziale Partyzanckim „Prokop”. Podczas akcji „Burza” dowodził oddziałem partyzanckim X40 w składzie 39 Pułku Piechoty AK. Do października 1944 ukrywał się, a następnie uciekł na Zachód. 11 listopada 1944 awansowany do stopnia rotmistrza. 1 lutego 1946 został wcielony do 14 Wielkopolskiej Brygady Pancernej. Następnie mieszkał w Wielkiej Brytanii.

## Odznaczenia
- Krzyż Walecznych (3 maja 1943)
- Srebrny Krzyż Zasługi z Mieczami (1 października 1944)